# Eggysodon
L'eggisodonte (gen. Eggysodon) è un mammifero perissodattilo estinto, strettamente imparentato con i rinoceronti. Visse tra l'Oligocene inferiore e l'Oligocene superiore (circa 33 - 24 milioni di anni fa) e i suoi resti fossili sono stati ritrovati in Europa e in Asia.

## Descrizione
Questo animale, della taglia di una capra, era dotato di zampe piuttosto gracili e di un corpo snello, al contrario di altri animali strettamente imparentati e più o meno dello stesso periodo, come Trigonias. 
Eggysodon era dotato di canini superiori di taglia ridotta, preceduti da due incisivi. Vi erano quattro premolari ben sviluppati, subtriangolari e dotati di un forte cingulum. Il terzo e il quarto premolare superiori avevano un solo tubercolo antero-interno, generalmente indistinto, unito alla parete esterna tramite protolofo e metalofo; in questo modo si formava immediatamente una parete interna a forma di V o di U. I premolari assomigliavano vagamente a quelli del ben noto Hyracodon, ma non erano né così grandi né così molariformi. I molari erano semplici, a corona bassa (brachidonti) con un cingulum sviluppato in avanti. La mandibola era caratterizzata da un grande canino ricurvo verso l'alto e uno o due incisivi diretti in avanti. 

## Classificazione
Il genere Eggysodon venne istituito nel 1911 da Roman per includere alcune specie di rinocerontoidi descritti precedentemente. La specie tipo è Eggysodon osborni (precedentemente Ronzotherium osborni), dell'Oligocene inferiore di Germania e Svizzera, ma un'altra specie molto nota (e probabilmente derivata da E. osborni) è E. gaudryi (precedentemente Aceratherium gaudryi). Altre specie meno conosciute sono E. pomeli, E. reichenaui ed E. cadibonense, quest'ultima nota per fossili provenienti da Sassello in provincia di Savona (Italia). Un'altra specie, E. turgaicum del Kazakistan, è stato riattribuito al nuovo genere Tenisia.
Eggysodon è il genere eponimo degli Eggysodontidae, un piccolo gruppo di perissodattili affini ai rinoceronti, un tempo considerati facenti parte degli iracodontidi (o rinoceronti corridori). Affine a Eggysodon, ma più arcaico, è Proeggysodon.